# Port Victoria P.V.7
Port Victoria P.V.7 Grain Kitten là một mẫu thử máy bay tiêm kích của Anh trong Chiến tranh thế giới I, được thiết kế chế tạo tại Trạm Máy bay Thử nghiệm Hàng hải Cảng Victoria trên đảo Grain.

## Tính năng kỹ chiến thuật
Dữ liệu lấy từ War Planes of the First World War: Volume One Fighters 
Đặc điểm tổng quát
- Kíp lái: 1
- Chiều dài: 14 ft 11 in (4,55 m)
- Sải cánh: 18 ft 0 in (5,49 m)
- Chiều cao: 5 ft 3 in (1,60 m)
- Diện tích cánh: 85 ft² (7,9 m²)
- Trọng lượng rỗng: 284 lb (129 kg)
- Trọng lượng có tải: 491 lb (223 kg)
- Động cơ: 1 × ABC Gnat, 35 hp (26 kW)

 Hiệu suất bay 
- Vận tốc cực đại: 74 knot (85 mph, 137 km/h) trên độ cao 6.500 ft (1.980 m)
- Trần bay: 11.900 ft (3.630 m)
- Tải trên cánh: 5,77 lb/ft² (28,2 kg/m²)
- Công suất/trọng lượng: 0,071 hp/lb (0,12 kW/kg)
- Lên độ cao 6.500 ft (1.980 m): 10 phút 50 giây

Trang bị vũ khí

- Súng: 1x Súng máy Lewis .303 in